# Džahanara Begum
Džahanara Begum Sahib (23. března 1614, Adžmér – 16. září 1681, Dillí) byla mughalská princezna a nejstarší dcera císaře Šáhdžahána a jeho manželky Mumtaz Mahal. Byla také starší sestrou korunního prince Dary Šikoha a císaře Aurangzeba.
Poté, co její matka v roce 1631 zemřela při porodu svého čtrnáctého dítěte se Džahanara stala první dámou Mughalské říše i přesto, že měl její otec další tři manželky.

## Mládí a výchova
O její výchovu se starala Sali al-Nisa Khanam, sestra Šahdžahánova básníka Taliba Amuliho. Sati al-Nisa byla známá svými znalostmi perské literatury a znalostem etiky, domácích prací a medicíny. Sloužila také jako hlavní dvorní dáma její matce Mumtaz.
Mnoho žen v harému bylo nadaných ve čtení a psaní poezie a malbě. Také hrály šachy, polo a venku lovily. Od vlády císaře Akbara měly ženy přístup k jeho knihovně, která byla plná světové, perské, turecké a indické literatury. Jahanara nebyla výjimkou. Zrovna hrála se svým otcem šachy, tak jako každý den, když se dozvěděli o komplikacích při porodu její matky. Džahanara ihned běžela za matkou, aby stála při ní, avšak nic ji nemohlo zachránit.

## První dáma (Padšah Begum)
Od smrti své matky v roce 1631, kdy jí bylo sedmnáct let, zastávala místo ní funkci první dámy v říši, i když měl její otec ještě další tři manželky. Starala se hlavně o své mladší bratry a sestry a také podporovala svého otce v nejhorších časech, které touto událostí pro něj začali. Díky ní nakonec začal znovu fungovat a nezavíral se v komnatách.
Jeden z úkolů, které ji po smrti matky čekaly byl pomoci Sati al-Nise se zásnubami a svatbou bratra Dary Šikoha s Begum Nadirou Banu, kterou původně plánovala její matka, ale kvůli jejímu úmrtí nic neproběhlo.
Její otec si od ní často nechal radit a svěřoval se jí se státními záležitostmi. V roce 1644, když Aurangzeb jejich otce rozzlobil, Jahanara se omluvila za jeho chování a přesvědčila otce, aby mu prominul a vrátil mu jeho hodnosti. Šáhdžahánova náklonnost k jeho dceři byla vyjádřena mnohými tituly, které jí přidělil, např. Sahibat al-Zamani (dáma všech dob), Padišah Begum (císařovna) nebo Begum Sahib (princezna princezen). Měla takovou moc, že na rozdíl od ostatních princezen žila ve svém vlastním paláci, mimo pevnost Ágru.
V březnu 1644, pár dní po jejích třicátých narozeninách, utrpěla Jahanara četné popáleniny po celém těle a na následky toho zemřela. Šáhdžahán daroval většinu jejího majetku chudým lidem, dal milost některým vězňům, jen aby sehnal dost modliteb pro oživení své dcery. Aurangzeb, Murad a Šiastáh Han se vrátili do Dillí, aby ji mohli vidět. Zvěsti o tom, co se princezně přihodilo, se liší. Je možné, že její oděv vzplanul díky vonným parfémovaným olejům. Jiná verze popisuje, že šaty princezniny oblíbené tanečnice vzplanuly a princezna se jí snažila pomoci, přičemž se sama popálila.
Během léčby byl Šáhdžahán schopen udělat vše pro blaho své dcery, díky čemuž se neúčastnil ani každodenního zasedání divanu. Palácoví lékaři selhali při léčení jejích popálenin. Přijel i doktor z Persie a léčil ji několik měsíců. Nebyl však žádný lék, který by jí mohl pomoci, až dokud se neobjevil Arif Chela, který namíchal mast, která konečně uzavřela její rány. Rok po léčbě touto mastí se Džahanara úplně uzdravila.
Po nehodě se Džahanara účastnila poutě do svatyně Moinuddin Chishti v Adžméru.
Po jejím zotavení jí Šáhdžahán daroval drahokamy a šperky, a vzal ji do přístavu v Suratu. Později znovu navštívila Adžmér, čímž následovala svého pradědu Akbara.

## Majetek a charita
Džahanara byla velmi bohatá. Na počest Šáhdžahánovi korunovace daroval své ženě Mumtaz Mahal 700 tisíc zlatých a každý rok dostávala výplatu milion zlatých. Po smrti Mumtaz byl tento její majetek rozdělen mezi Džahanaru (která dostala celou polovinu) a ostatní přeživší děti.
Bylo jí přiděleno několik vesnic a vlastnila několik zahrad, včetně Bagh-i-Jahanara, Bagh-i-Nur a Bagh-i-Safa. Mezi její vesnice patřili Achchol, Safapur a Doharah. K tomu jí bylo darováno i prosperující město Súrat.
Matka Džahanary vlastnila loď, která obchodovala v Súratu a na Rudém moři. Loď obchodovala především s oblečeními a látkami, s čímž pak Jahanara pokračovala. Vlastnila také lodě, které udržovali obchodní vztahy s Anglií a Holandskem.
Džahanara byla známá pro svou starost a péči o chudé lidi a financování staveb nových mešit. Když její loď Sahibi poprvé vyplouvala (1643), její první trasa vedla do svatých měst Mekky a Mediny, kam nechávala každý rok posílat čtyři a půl tuny rýže. Ta byla darována hladovým a potřebným.
I když byla de facto hlavní královnou Mughalské říše, byla Džahanara největším charitativním dárcem. Organizovala hromadné rozdávání almužen v důležité státní svátky a významné náboženské dny, dávala jídlo hladovým a putovala do Mekky.
Džahanara také přispívala na umělecké vzdělání nadaným dětem. Podporovala publikaci uměleckých děl, včetně sérií prací na téma islámské mystiky Rumi’s Mathnawi, který je největším mystickým dílem v Indii z dob Mughalské říše.

## Súfismus
Společně se svým bratrem Darou Šikohem byla žákyní Mullaha Šáha Badakšiho, který ji zasvětil do súfijského řádu Kádiríja v roce 1641. Jahanara pro tento řád vynaložila tolik úsilí, že ji Mullah Šáh jmenoval svým následníkem; pravidla to však nedovolovala.
Napsala životopis Moínuddína Čistího, zakladatele řádu Čistíja v Indii, kde také popisuje obdiv k němu. Její verze životopisu je nejlepší díky literární kvalitě. Díky ní jsou oba známí i dnes po čtyři sta letech, které uplynuly od jejich smrti.
Džahanara a její bratr Dara jsou uváděni jako jediní potomci Tamerlána, kteří se obrátili k súfismu. Nicméně, Aurangzeb byl také vychováván jako následník súfismu. Jako patronka súfistické literatury, přeložila spoustu děl klasické literatury.

## Místo odpočinku
Džahanara si nechala vybudovat hrobku už během svého života. Je postavena z bílého mramoru a laťkových mřížích a je nahoře je otevřená k nebi. Hrobka se nachází v Novém Dillí.